# Brödrastriden
Brödrastrid (även brödrafejd) har använts som beskrivning på tre olika skeden i Sveriges historia. 
Den första brödrastriden 1275–1280 mellan Birger jarls (död 1266) söner Valdemar Birgersson (cirka 1240–1302), Magnus Ladulås (cirka 1240–1290) och hertig Erik Birgersson (död 1275). 
Den andra brödrastriden 1303–1318 mellan Magnus Ladulås son Birger Magnusson (cirka 1280–1321) och dennes bröder hertigarna Erik (cirka 1282–1318) och Valdemar (1280-talet–1318). 
Slutligen rivaliteten 1561–1577 mellan Gustav Vasas (1523–1560) äldsta söner Erik XIV (1533–1577) och Johan III (1537–1592).